# West Sacramento (Kalifornija)
West Sacramento je grad u američkoj saveznoj državi Kalifornija. Prema popisu stanovništva iz 2010. u njemu je živjelo 48.744 stanovnika.